# Conrad VII d'Oleśnica
Pour les articles homonymes, voir Conrad.
Conrad VII d'Oleśnica dit le Blanc (polonais: Konrad VII Biały); né après 1396 – 14 février 1452) est un duc d'Oleśnica, Koźle, de la moitié de Bytom et de la moitié de Ścinawa conjointement avec ses frères comme corégents, pendant au la période 1416-1427;  puis seul duc de Koźle et d'une moitié de Bytom entre 1427 et 1450, duc d'Oleśnica de 1421 à 1450 (jusqu'en 1439 avec son frère et corégent) et seul duc de la moitié de Ścinawa de 1447 à 1450.

## Biographie
Conrad dit le Blanc est le 4e fils de Conrad III l'Ancien duc d'Oleśnica, et de sa femme Judith. Comme tous ses autres frères il reçoit au baptême le nom dynastique de « Conrad ».
Dans sa jeunesse il combat en 1410 lors de la fameuse bataille de Grunwald aux côtés des Chevaliers de l'Ordre Teutonique contre les Polonais. Il est capturé par ces derniers mais rapidement relâché.
Conrad VII commence à règne sur les domaines familiaux seulement en  1416, quand tous ses frères sont devenus majeurs. Le plus vieux d'entre eux, Conrad IV l'Ainé renonce en leur faveur à gouverner le duché. Conrad VII et ses frères règnent conjointement jusqu'en 1427, cette année-là ils procèdent à une seconde division du duché dans laquelle Corand VII obtient Koźle (allemand Kocel) et une moitié de Bytom (allemand Beuthen).
Après la mort de son frère Conrad V Kantner en 1439, Conrad VII obtient Oleśnica, il est à cette époque le régent des fils de son frère Conrad V Kantner qu'il exclut effectivement du gouvernement de leur domaine. Après la mort de Conrad VIII le Jeune ( † 5 septembre 1444), Conrad VII hérite d'une moitié de Ścinawa (allemand Steinau an der Oder); trois ans plus tard le 9 aout 1447, Conrad VII hérite également de Kąty Wrocławskie (allemand Kanth) et de Bierutów (allemand Bernstadt).
En 1449 il obtient Wołów (allemand: Wolhau) après la mort de sa belle sœur Marguerite, la veuve de Conrad V Kantner, qui régnait sur ce fief à titre de douaire (Oprawa wdowia) cependant une année après en 1450 il est déposé par les deux fils de Conrad V Kantner et il meurt deux ans plus tard.

## Unions
- avant le 2 février 1437 Conrad VII épouse en premières noces une certaine Catherine († 20 juin 1449), dont l'origine est inconnue.

- avant le 7 mars 1450 Conrad VIII se remarie avec une autre épouse anonyme selon une source généalogique moderne [1] selon une autre source[2] il s'agit de Dorothée († après le 16 juillet 1450), fille anonyme de Janusz le Jeune, fils ainé et héritier prédécédé de Janusz Ier l’Aîné duc de Varsovie .

En tout état de cause ses deux unions restent stériles.

## Sources
- (en) Cet article est partiellement ou en totalité issu de l’article de Wikipédia en anglais intitulé « Konrad VII the White » (voir la liste des auteurs), édition du 2 juillet 2014.
- (de) Europäische Stammtafeln Vittorio Klostermann, Gmbh, Francfort-sur-le-Main, 2004  (ISBN 3465032926),  Die Herzoge von Öls und Wohlau †1492 des Stammes der Piasten  Volume III Tafel 14.
- (en) & (de) Peter Truhart, Regents of Nations, K. G Saur Münich, 1984-1988 (ISBN 359810491X), Art. « Oels + Bernstadt, Kosel, Wartenberg »  p. 2.453